# ایگو سیم
ایگو سیم (لهستانی: Igo Sym; ۳ ژوئیهٔ ۱۸۹۶ – ۷ مارس ۱۹۴۱) بازیگر اتریشی‌تبار اهل لهستان بود.
او در اینسبروک به دنیا آمد. پدرش آنتون سیم، لهستانی‌ای از نیپلومیتز در پادشاهی گالیسیا و لودومریا بود و مادرش جولیا (با نام خانوادگی اصلی سپ) اتریشی بود. در جریان جنگ جهانی اول، او در نیروی زمینی امپراتوری اتریش-مجارستان خدمت کرد و به درجه ستوان رسید. پس از پایان جنگ، در نیروهای مسلح لهستان با درجه ستوان یکمی مشغول به خدمت شد تا اینکه در سال ۱۹۲۱ به عنوان وکیل بانک مشغول به کار شد.
اولین حضور سیم در سینما در سال ۱۹۲۵ با نقش بارون کامیلوف در فیلم صامت لهستانی خون‌آشامان ورشو بود (که هیچ نسخه‌ای از آن باقی نمانده است). او خوش‌تیپ و ورزشکار بود و اغلب نقش اشراف‌زادگان و افسران ارتش را بازی می‌کرد. در سال ۱۹۲۷ به وین رفت و قراردادی با شرکت تولید فیلم ساشا-فیلم امضا کرد. در اواخر دهه ۱۹۲۰، سیم عمدتاً در جمهوری نخست اتریش و جمهوری وایمار فعالیت داشت و در فیلم‌های صامتی مانند «میتسی اهل پراتر» و «کافه الکتریک» به کارگردانی گوستاو اوتسیتسکی، در کنار بازیگرانی چون مارلنه دیتریش، آنی اوندرا و لیلیان هاروی ایفای نقش کرد. وی اوایل دهه ۱۹۳۰، به لهستان بازگشت و در ورشو ساکن شد. تقریباً کار در سینما را کنار گذاشت و بیشتر روی صحنه تئاتر ورشو ظاهر شد. او با خواندن، رقصیدن و نواختن اره موسیقی به سرگرم کردن بینندگان می‌پرداخت؛ حالب توجه آنکه به مارلنه دیتریش یاد داد که چگونه اره موسیقی را بنوازد. پس از حمله به لهستان در ۱ سپتامبر ۱۹۳۹، سیم در ورشو تحت اشغال آلمان ماند. این بازیگر که قبل از جنگ به خاطر موضع طرفدارانه‌اش از آلمان‌ها شناخته شده بود، با روزنامه فولکس‌لیست (Volksliste) قرارداد امضا کرد و به این ترتیب به یک فولکس‌دویچه تبدیل شد. به دلیل شهرتش، آلمانی‌ها او را به عنوان یک دارایی برای مشروعیت بخشیدن به اقتدار خود در نظر گرفتند. وی یکی از همدستان و یاوران نیروهای آلمان نازی پس از تهاجم آلمان به لهستان بود و بعدها یکی از مأموران مخفی گشتاپو شد. ایگو سیم در سال ۱۹۴۱ توسط دوتن از اعضای یگان انتقام کِدیف جلوی درِ منزلش ترور شد.
از فیلم‌هایی که وی در آن‌ها نقش داشته است، می‌توان به نقاب زرین، غیرقابل‌تصور، خون‌آشامان ورشو و یک همسر سیاستمدار اشاره نمود.